# Puchar Świata w Zapasach 2016 – styl klasyczny mężczyzn
W zawodach Pucharu Świata w 2016 roku w stylu klasycznym rywalizowano pomiędzy 19– 20 maja w Szirazie w Iranie na terenie Shahid Dastgheib Stadium.

## Styl klasyczny

### Ostateczna kolejność drużynowa
| Poz. | Państwo     |
| ---- | ----------- |
|      | Iran        |
|      | Rosja       |
|      | Turcja      |
| 4.   | Kazachstan  |
| 5.   | Białoruś    |
| 6.   | Azerbejdżan |
| 7.   | Ukraina     |
| 8.   | Niemcy      |

### Grupa A
| Grupa A       |
| ------------- |
| 1. Rosja      |
| 2. Kazachstan |
| 3. Białoruś   |
| 4. Niemcy     |

Wyniki:
- Rosja -  Białoruś 7-1
- Kazachstan -  Niemcy 5-3
- Rosja -  Niemcy 7-1
- Białoruś -  Kazachstan 3-5
- Rosja -  Kazachstan 7-1
- Białoruś -  Niemcy 6-2

### Grupa B
| Grupa B        |
| -------------- |
| 1. Iran        |
| 2. Turcja      |
| 3. Azerbejdżan |
| 4. Ukraina     |

Wyniki:
- Turcja -  Azerbejdżan 5-3
- Iran -  Ukraina 8-0
- Turcja -  Azerbejdżan 7-1
- Turcja -  Ukraina 6-2
- Azerbejdżan -  Ukraina 5-3
- Iran -  Turcja 7-1

### Finały
- 7-8  Ukraina -  Niemcy 5-3
- 5-6  Białoruś -  Azerbejdżan 4-4
- 3-4  Turcja -  Kazachstan 4-4
- 1-2  Iran -  Rosja 8-0

## Zawodnicy w poszczególnych kategoriach
| Waga   |                                       |                                             |                                           | 4                                      | 5                    | 6                             | 7                                  | 8                  |
| ------ | ------------------------------------- | ------------------------------------------- | ----------------------------------------- | -------------------------------------- | -------------------- | ----------------------------- | ---------------------------------- | ------------------ |
| 59 kg  | Saman Abdewali Mehrdad Mardani        | Siergiej Jemielin Żambołat Łokjajew         | Fatih Üçüncü Şerif Kılıç                  | Mirambek Ajnagułow Rusłan Itemgenow    | Ełbiek Tażyjeu       | Taleh Məmmədov Sakit Quliyev  | Jewhen Miahky                      | Dustin Scherf      |
| 66 kg  | Omid Nouruzi Mahdi Zejdwand           | Zaur Kabałojew Azamat Achmiedow             | Enes Başar Abdülsamet Günal               | Aschat Żanbirow                        | Nikita Zinevich      | Elman Muxtarov Azad Əliyev    | Artur Politajew                    | Muhammed Yeter     |
| 71 kg  | Afszin Bijabangard Azim Garmsiri      | Abujazid Mancygow Dienis Murtazin           | Murat Dağ Selçuk Can                      | Ajbek Jengsechanow Darchan Bajachmetow | Pawieł Lach          | Ruhin Mikayılov Rüstəm Əliyev | Ołeksandr Łytwynow                 | Maximilian Schwabe |
| 75 kg  | Sa’id Abdewali Pajam Bujeri           | Iraklij Kałandija                           | Furkan Bayrak Yunus Emre Başar Osman Köse | Dosżan Kartikow Miras Barszyłykow      | Timur Bierdijew      | Şəmistan Quluzadə             | Jewhen Pyszkow                     | Jan Rotter         |
| 80 kg  | Ramin Taherisartang Jusef Ghaderijan  | Ramazan Abaczarajew Alan Igorevitch Khugaev | Burhan Akbudak Doğan Göktaş               | Aschat Dilmuchamiedow                  | Pawieł Paminczuk     | Emin Əhmədov                  | Jarosław Filczakow                 | Hannes Wagner      |
| 85 kg  | Hosejn Nuri Habibollah Achlaghi       | Imil Szarafietdinow Sosruko Kodzokow        | Kansu İldem                               | Chusiejn Mucolgow                      | Goga Gagnidze        | İslam Abbasov                 | Andrij Hładkych Ołeksandr Szyszman | Florian Neumaier   |
| 98 kg  | Ghasem Rezaji Mahdi Alijari Fejzabadi | Kantiemir Magomiedow Aleksandr Gołowin      | Fatih Başköy Doğan Yılmaz                 | Alimchan Syzdykow Żanarbiek Kabdołow   | Siarhiej Staradub    | Orxan Nuriyev Türmən Eyyubov  | Zelimchan Dzihasow                 | Etka Sever         |
| 130 kg | Baszir Babadżanzade Behnam Mahdizade  | Zurabi Gedechauri Siergiej Siemionow        | Atilla Güzel Ali Arslan                   | Nurmachan Tinalijew Damir Kuziembajew  | Gieorgij Czugoszwili | Oyan Nəzəriani                | Ihor Didyk Władysław Worony        | Christian John     |